# Guadeloupe-karakara
A Guadeloupe-karakara (Caracara lutosus) a madarak osztályának sólyomalakúak (Falconiformes) rendjéhez, azon belül a sólyomfélék (Falconidae) családjához tartozó kihalt faj.
Egyes szerzők szerint Polyborus nemhez tartozik Polyborus lutosa néven. Más szerzők a bóbitás karakara alfajának tartják, ebben az esetben latin neve Polyborus plancus lutosus.
Kizárólag a Mexikóhoz tartozó Guadalupe-szigeten élt, feltehetően nyílt területeken. Kipusztulásához elsősorban az intenzív vadászat vezetett, de hozzájárult a sziget vegetációjának elpusztulása a túlzott legeltetés következtében.